# كريستيان فريدريش رول
كريستيان فريدريش رول (بالألمانية: Christian Friedrich Rolle)‏ (و. 1681 – 1751 م) هو عازف أرغن، وملحن ألماني، ولد في هاله، يستخدم آلات أورغن، توفي في مغدبورغ، عن عمر يناهز 70 عاماً.